# Dimorphanthera angiliensis
Dimorphanthera angiliensis är en ljungväxtart som beskrevs av P.F.Stevens. Dimorphanthera angiliensis ingår i släktet Dimorphanthera och familjen ljungväxter. Inga underarter finns listade i Catalogue of Life.